# (1046) Edwin
(1046) Edwin – planetoida z grupy pasa głównego asteroid okrążająca Słońce w ciągu 5 lat i 57 dni w średniej odległości 2,98 au. Została odkryta 1 grudnia 1924 roku w Obserwatorium Yerkes w Williams Bay przez George’a Van Biesbroecka. Nazwa planetoidy pochodzi od imienia syna odkrywcy. Przed jej nadaniem planetoida nosiła oznaczenie tymczasowe (1046) 1924 UA.